# Włoszakowice (gemeente)
De gemeente Włoszakowice is een landgemeente in het Poolse woiwodschap Groot-Polen, in powiat Leszczyński.
De zetel van de gemeente is in Włoszakowice.
Op 30 juni 2004 telde de gemeente 8508 inwoners.

## Oppervlakte gegevens
In 2002 bedroeg de totale oppervlakte van gemeente Włoszakowice 127,15 km², waarvan:
- agrarisch gebied: 52%
- bossen: 39%

De gemeente beslaat 15,8% van de totale oppervlakte van de powiat.

## Demografie
Stand op 30 juni 2004:
| Omschrijving                   | Totaal | Totaal | Vrouwen | Vrouwen | Mannen | Mannen |
| ------------------------------ | ------ | ------ | ------- | ------- | ------ | ------ |
| eenheid                        | aantal | %      | aantal  | %       | aantal | %      |
| inwoners                       | 8508   | 100    | 4314    | 50,7    | 4194   | 49,3   |
| bevolkingsdichtheid (inw./km²) | 66,9   | 66,9   | 33,9    | 33,9    | 33     | 33     |

In 2002 bedroeg het gemiddelde inkomen per inwoner 1370,81 zł.

## Sołectwo
Boguszyn, Boszkowo, Bukówiec Górny, Charbielin, Dłużyna, Dominice, Grotniki, Jezierzyce Kościelne, Krzycko Wielkie, Sądzia, Skarżyń, Włoszakowice, Zbarzewo.

## Overige plaatsen
Daćbogi, Janówko, Koczury, Krzyżowiec, Mścigniew, Papiernia, Piorunowo, Tłucznia, Trzebidza, Ujazdowo, Zbarzyk.

## Aangrenzende gemeenten
Lipno, Przemęt, Śmigiel, Święciechowa, Wijewo, Wschowa